# Linia kolejowa Berlin-Lichterfelde Süd – Teltow Stadt
Linia kolejowa Berlin-Lichterfelde Süd – Teltow Stadt – jednotorowa linia kolejowa w Niemczech, w Berlinie i Brandenburgii. Jest wykorzystywana wyłącznie przez pociągi S-Bahn w Berlinie. Trasa rozpoczyna się na dworcu Berlin-Lichterfelde Süd i kończy się stacją Teltow Stadt. Linia została oddana do eksploatacji w 2005 roku. Już w okresie między dwiema wojnami światowymi, były plany by rozbudować tę linię do Stahnsdorf.